# 新加坡理工学院
新加坡理工学院（Singapore Polytechnic）是新加坡的一所公立高等学府，于1954年建校，为新加坡的第一所理工学院，历史悠久。学址位于新加坡岛南部女皇镇。新加坡理工学院着重于培养与训练工程技术型人才，主要开设有建筑环境和设计、商业、化学和生命科学、电器科学和电子工程技术、信息科学与通讯技术、机械学和制造工程、海运等专业。

## 事件

### 2015年T11C火灾
2015 年 8 月 25 日上午 10:30 左右，新加坡理工学院 T11C 座大楼发生火灾。约50名学生被疏散，3名吸入浓烟的保安人员被送往国立大学医院。据新加坡民防部队（SCDF），火灾涉及太阳能汽车模型。